# Eugene Braunwald
Eugene Braunwald, né le 15 août 1929, est un cardiologue américain. Il est le rédacteur de l'ouvrage de référence, Braunwald's Heart Disease, qui en est à sa neuvième édition.
Sa femme Nina Starr Braunwald, qui était chirurgienne, a dessiné la première valve cardiaque artificielle, et a dirigé l'équipe qui l'a implantée.